# أندري نيكيتين
أندري نيكيتين (بالروسية: Андрей Михайлович Никитин)‏ هو لاعب كرة قدم روسي في مركز الدفاع، ولد في 24 مارس 1980 في موسكو في روسيا. لعب مع إف سي موسكو.